# Пісочник чорноголовий
Пісочник чорноголовий (Thinornis cucullatus) — вид сивкоподібних птахів родини сивкових (Charadriidae).

## Поширення
Ендемік Австралії. Поширений вздовж південного узбережжя материка і Тасманії. Населяє прісноводні озера, прісноводні болота, прибережні солоні лагуни та піщані пляжі. Великі популяції трапляються на пляжах з водоростями і дюнами.

## Опис
Птах середнього розміру, завдовжки 19-23 см, розмахом крил 29-44 см. Голова та шия чорні, але на шиї є білий комір. Спина та крила світло-сірі. Горло, груди та живіт білі. Дзьоб червоний з чорним кінчиком. Навколоочне кільце яскраво-червоне. Ноги помаранчеві.

## Спосіб життя
Трапляється парами або невеликими групами біля води. Живиться дрібними безхребетними: комахами, ракоподібними, молюсками, хробаками. Сезон розмноження — з серпня по березень. Для гнізда викопує неглибоку яму в піску або гравію вище максимальної лінії приливу. У кладці 1-3 яйця.

## Підвиди
- T. c. cucullatus (Vieillot, 1818) — Південна Австралія, Вікторія, Квінсленд, Новий Південний Уельс, Тасманія та прилеглі острови. Популяція становить 3000 птахів і скорочується.
- T. c. tregellasi (Mathews, 1912) — Західна Австралія. Популяція становить 4000 птахів і виглядає стабільною.